# Southern Grampians Shire
Southern Grampians Shire is een Local Government Area (LGA) in Australië in de staat Victoria. Southern Grampians Shire telt 16.831 inwoners. De hoofdplaats is Hamilton.